# آلینا سانکو

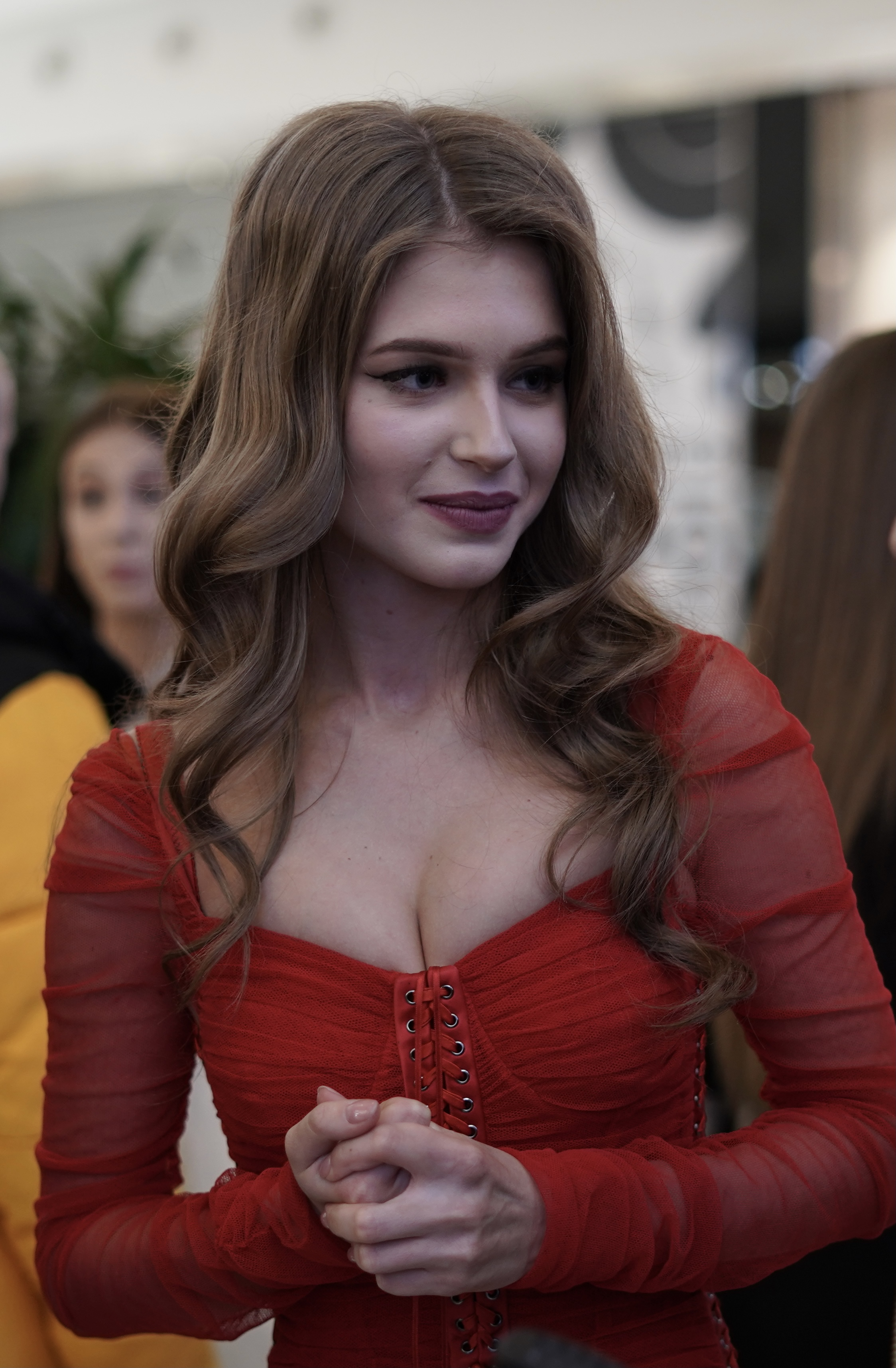
آلینا سانکو در فوریه 2020

آلینا سانکو (به انگلیسی: Alina Sanko) (زاده ۳۱ دسامبر ۱۹۹۸) مدل و ملکه زیبایی اهل روسیه است.
او درسال ۲۰۱۹ دختر شایسته روسیه شد.